# Nico Splinter
Nico Splinter, pseudoniem van Nicolaas Jan Speur (Alkmaar, 4 februari 1908 – aldaar, 28 december 1983), was een Nederlands tekstdichter.

## Biografie
Splinter begon op 21-jarige leeftijd met het schrijven van kinderoperettes, revues en kinderliedjes. Van zijn hand verschenen ook bijdragen in dag- en weekbladen. Ook volwassenenreportoire vloeide uit zijn pen. Op zondag is het Zon-Dag, op muziek van Dolf Karelsen, werd tweede helft jaren 1930 uitgevoerd door het orkest Kovacs Lajos. Hij schreef samen met bekende componisten liedjes. Nog steeds in het pré-TV tijdperk verzorgde Splinter met enige regelmaat radio-uitzendingen in het West-Fries voor de VARA, de muzikale inbreng was van Jan van den Brink. Hier werkten verschillende artiesten aan mee, waaronder de echtgenote van Splinter, Sanna Klaver. Ook schreef hij teksten voor radio- en tv-series als De TV rechtbank en Alles op één kaart. In de jaren 1960 leverde hij regelmatig liedjes aan (meestal op muziek van Van den Brink) voor meisjeskoor De Krekels en kinderkoor De Merels, beide onder leiding van Lo van der Werf. Voor zijn pensioen werkte hij als ambtenaar jeugdzaken voor de gemeente Alkmaar.

## Kinderboeken
Op latere leeftijd schreef hij enkele kinderboeken onder eigen naam (uitgegeven bij Kluitman), waarin de avonturen van Keesje Klim werden beschreven. 

## Werken
- De poort van Kasjgar
- Luchtkastelen
- Meisje aan de kassa (met Tom Erich, zang Eddy Christiani)
- Ik heb een keukentje (met Jack Bulterman)[1]
- Meisje aan het spinnewiel (met Jack Bulterman)
- De nacht is om te dromen (met Jack Bulterman)
- Plaatjes draaien op je grammofoon (met Johnny Steggerda)
- Het is September (met Jaap Meijer)
- Ome Willem heeft een geitje
- Het ganzenbord
- Wie heeft vandaag corvee in het kamp?